# Llista d'asteroides/121201–121300
| Nom                     | Designació provisional | Data de descobriment | Lloc de descobriment    | Descobridor/s    |
| ----------------------- | ---------------------- | -------------------- | ----------------------- | ---------------- |
| 121201 -                | 1999 NR41              | 14 de juliol, 1999   | Socorro                 | LINEAR           |
| 121202 -                | 1999 NG46              | 13 de juliol, 1999   | Socorro                 | LINEAR           |
| 121203 -                | 1999 NB49              | 13 de juliol, 1999   | Socorro                 | LINEAR           |
| 121204 -                | 1999 OK2               | 22 de juliol, 1999   | Socorro                 | LINEAR           |
| 121205 -                | 1999 PG1               | 8 d'agost, 1999      | Prescott                | P. G. Comba      |
| 121206 -                | 1999 PO3               | 13 d'agost, 1999     | Baton Rouge             | W. R. Cooney Jr. |
| 121207 -                | 1999 PX3               | 7 d'agost, 1999      | Anderson Mesa           | LONEOS           |
| 121208 -                | 1999 PZ4               | 8 d'agost, 1999      | Gekko                   | T. Kagawa        |
| 121209 -                | 1999 QJ1               | 17 d'agost, 1999     | Kitt Peak               | Spacewatch       |
| 121210 -                | 1999 QG2               | 25 d'agost, 1999     | Ondřejov                | L. Šarounová     |
| 121211 Nikeshadavis     | 1999 RB4               | 4 de setembre, 1999  | Catalina                | CSS              |
| 121212 -                | 1999 RP5               | 3 de setembre, 1999  | Kitt Peak               | Spacewatch       |
| 121213 -                | 1999 RR6               | 3 de setembre, 1999  | Kitt Peak               | Spacewatch       |
| 121214 -                | 1999 RU7               | 3 de setembre, 1999  | Kitt Peak               | Spacewatch       |
| 121215 -                | 1999 RA8               | 3 de setembre, 1999  | Kitt Peak               | Spacewatch       |
| 121216 -                | 1999 RP9               | 4 de setembre, 1999  | Kitt Peak               | Spacewatch       |
| 121217 -                | 1999 RV10              | 7 de setembre, 1999  | Socorro                 | LINEAR           |
| 121218 -                | 1999 RJ11              | 7 de setembre, 1999  | Socorro                 | LINEAR           |
| 121219 -                | 1999 RL11              | 7 de setembre, 1999  | Socorro                 | LINEAR           |
| 121220 -                | 1999 RK13              | 7 de setembre, 1999  | Socorro                 | LINEAR           |
| 121221 -                | 1999 RO13              | 7 de setembre, 1999  | Socorro                 | LINEAR           |
| 121222 -                | 1999 RG14              | 7 de setembre, 1999  | Socorro                 | LINEAR           |
| 121223 -                | 1999 RQ15              | 7 de setembre, 1999  | Socorro                 | LINEAR           |
| 121224 -                | 1999 RA21              | 7 de setembre, 1999  | Socorro                 | LINEAR           |
| 121225 -                | 1999 RX27              | 8 de setembre, 1999  | Kleť                    | Kleť             |
| 121226 -                | 1999 RZ28              | 7 de setembre, 1999  | Socorro                 | LINEAR           |
| 121227 -                | 1999 RA29              | 7 de setembre, 1999  | Socorro                 | LINEAR           |
| 121228 -                | 1999 RQ29              | 8 de setembre, 1999  | Socorro                 | LINEAR           |
| 121229 -                | 1999 RC30              | 8 de setembre, 1999  | Socorro                 | LINEAR           |
| 121230 -                | 1999 RH30              | 8 de setembre, 1999  | Socorro                 | LINEAR           |
| 121231 -                | 1999 RD31              | 8 de setembre, 1999  | Socorro                 | LINEAR           |
| 121232 Zerin            | 1999 RK35              | 11 de setembre, 1999 | Starkenburg Observatory | Starkenburg      |
| 121233 -                | 1999 RU36              | 10 de setembre, 1999 | Woomera                 | F. B. Zoltowski  |
| 121234 -                | 1999 RM37              | 11 de setembre, 1999 | Socorro                 | LINEAR           |
| 121235 -                | 1999 RB39              | 13 de setembre, 1999 | Kanab                   | E. E. Sheridan   |
| 121236 Adrianagutierrez | 1999 RJ39              | 8 de setembre, 1999  | Catalina                | CSS              |
| 121237 Zachdolch        | 1999 RK39              | 8 de setembre, 1999  | Catalina                | CSS              |
| 121238 -                | 1999 RM40              | 7 de setembre, 1999  | Socorro                 | LINEAR           |
| 121239 -                | 1999 RQ41              | 14 de setembre, 1999 | Kleť                    | Kleť             |
| 121240 -                | 1999 RG44              | 15 de setembre, 1999 | Reedy Creek             | J. Broughton     |
| 121241 -                | 1999 RW46              | 7 de setembre, 1999  | Socorro                 | LINEAR           |
| 121242 -                | 1999 RR48              | 7 de setembre, 1999  | Socorro                 | LINEAR           |
| 121243 -                | 1999 RQ50              | 7 de setembre, 1999  | Socorro                 | LINEAR           |
| 121244 -                | 1999 RE51              | 7 de setembre, 1999  | Socorro                 | LINEAR           |
| 121245 -                | 1999 RO51              | 7 de setembre, 1999  | Socorro                 | LINEAR           |
| 121246 -                | 1999 RU55              | 7 de setembre, 1999  | Socorro                 | LINEAR           |
| 121247 -                | 1999 RX58              | 7 de setembre, 1999  | Socorro                 | LINEAR           |
| 121248 -                | 1999 RR63              | 7 de setembre, 1999  | Socorro                 | LINEAR           |
| 121249 -                | 1999 RC65              | 7 de setembre, 1999  | Socorro                 | LINEAR           |
| 121250 -                | 1999 RF66              | 7 de setembre, 1999  | Socorro                 | LINEAR           |
| 121251 -                | 1999 RO71              | 7 de setembre, 1999  | Socorro                 | LINEAR           |
| 121252 -                | 1999 RS71              | 7 de setembre, 1999  | Socorro                 | LINEAR           |
| 121253 -                | 1999 RW71              | 7 de setembre, 1999  | Socorro                 | LINEAR           |
| 121254 -                | 1999 RK76              | 7 de setembre, 1999  | Socorro                 | LINEAR           |
| 121255 -                | 1999 RM83              | 7 de setembre, 1999  | Socorro                 | LINEAR           |
| 121256 -                | 1999 RL85              | 7 de setembre, 1999  | Socorro                 | LINEAR           |
| 121257 -                | 1999 RQ91              | 7 de setembre, 1999  | Socorro                 | LINEAR           |
| 121258 -                | 1999 RL94              | 7 de setembre, 1999  | Socorro                 | LINEAR           |
| 121259 -                | 1999 RC95              | 7 de setembre, 1999  | Socorro                 | LINEAR           |
| 121260 -                | 1999 RR96              | 7 de setembre, 1999  | Socorro                 | LINEAR           |
| 121261 -                | 1999 RY97              | 7 de setembre, 1999  | Socorro                 | LINEAR           |
| 121262 -                | 1999 RE98              | 7 de setembre, 1999  | Socorro                 | LINEAR           |
| 121263 -                | 1999 RO98              | 7 de setembre, 1999  | Socorro                 | LINEAR           |
| 121264 -                | 1999 RP105             | 8 de setembre, 1999  | Socorro                 | LINEAR           |
| 121265 -                | 1999 RT106             | 8 de setembre, 1999  | Socorro                 | LINEAR           |
| 121266 -                | 1999 RU106             | 8 de setembre, 1999  | Socorro                 | LINEAR           |
| 121267 -                | 1999 RX106             | 8 de setembre, 1999  | Socorro                 | LINEAR           |
| 121268 -                | 1999 RD108             | 8 de setembre, 1999  | Socorro                 | LINEAR           |
| 121269 -                | 1999 RK108             | 8 de setembre, 1999  | Socorro                 | LINEAR           |
| 121270 -                | 1999 RT113             | 9 de setembre, 1999  | Socorro                 | LINEAR           |
| 121271 -                | 1999 RD114             | 9 de setembre, 1999  | Socorro                 | LINEAR           |
| 121272 -                | 1999 RB115             | 9 de setembre, 1999  | Socorro                 | LINEAR           |
| 121273 -                | 1999 RN118             | 9 de setembre, 1999  | Socorro                 | LINEAR           |
| 121274 -                | 1999 RM124             | 9 de setembre, 1999  | Socorro                 | LINEAR           |
| 121275 -                | 1999 RC126             | 9 de setembre, 1999  | Socorro                 | LINEAR           |
| 121276 -                | 1999 RJ136             | 9 de setembre, 1999  | Socorro                 | LINEAR           |
| 121277 -                | 1999 RX136             | 9 de setembre, 1999  | Socorro                 | LINEAR           |
| 121278 -                | 1999 RH142             | 9 de setembre, 1999  | Socorro                 | LINEAR           |
| 121279 -                | 1999 RQ143             | 9 de setembre, 1999  | Socorro                 | LINEAR           |
| 121280 -                | 1999 RY143             | 9 de setembre, 1999  | Socorro                 | LINEAR           |
| 121281 -                | 1999 RW148             | 9 de setembre, 1999  | Socorro                 | LINEAR           |
| 121282 -                | 1999 RC153             | 9 de setembre, 1999  | Socorro                 | LINEAR           |
| 121283 -                | 1999 RE153             | 9 de setembre, 1999  | Socorro                 | LINEAR           |
| 121284 -                | 1999 RQ157             | 9 de setembre, 1999  | Socorro                 | LINEAR           |
| 121285 -                | 1999 RB161             | 9 de setembre, 1999  | Socorro                 | LINEAR           |
| 121286 -                | 1999 RG161             | 9 de setembre, 1999  | Socorro                 | LINEAR           |
| 121287 -                | 1999 RU164             | 9 de setembre, 1999  | Socorro                 | LINEAR           |
| 121288 -                | 1999 RT171             | 9 de setembre, 1999  | Socorro                 | LINEAR           |
| 121289 -                | 1999 RS174             | 9 de setembre, 1999  | Socorro                 | LINEAR           |
| 121290 -                | 1999 RK176             | 9 de setembre, 1999  | Socorro                 | LINEAR           |
| 121291 -                | 1999 RN176             | 9 de setembre, 1999  | Socorro                 | LINEAR           |
| 121292 -                | 1999 RR180             | 9 de setembre, 1999  | Socorro                 | LINEAR           |
| 121293 -                | 1999 RL182             | 9 de setembre, 1999  | Socorro                 | LINEAR           |
| 121294 -                | 1999 RW182             | 9 de setembre, 1999  | Socorro                 | LINEAR           |
| 121295 -                | 1999 RW185             | 9 de setembre, 1999  | Socorro                 | LINEAR           |
| 121296 -                | 1999 RH193             | 13 de setembre, 1999 | Socorro                 | LINEAR           |
| 121297 -                | 1999 RU195             | 8 de setembre, 1999  | Socorro                 | LINEAR           |
| 121298 -                | 1999 RK198             | 9 de setembre, 1999  | Socorro                 | LINEAR           |
| 121299 -                | 1999 RL202             | 8 de setembre, 1999  | Socorro                 | LINEAR           |
| 121300 -                | 1999 RM202             | 8 de setembre, 1999  | Socorro                 | LINEAR           |